# Calochortus barbatus
Calochortus barbatus är en liljeväxtart som först beskrevs av Carl Sigismund Kunth, och fick sitt nu gällande namn av Painter. Calochortus barbatus ingår i släktet Calochortus och familjen liljeväxter. Inga underarter finns listade.